# Knut Bryniolfsson
Knut Bryniolfsson (död 1333) vars namn stavas i ett flertal varianter, var en svensk riddare, svenskt riksråd och riksmarsk under kung Magnus Eriksson regeringstid. Han var son till Bryniolf Bengtsson och Ingegärd Svantepolksdotter, dotter till Svantepolk Knutsson. Hans farfar var riddaren och lagmannen i Västergötland Bengt Hafridsson. Knut Bryniolfsson dog barnlös 1333. 
Knut Bryniolfsson nämns som väpnare i Svenska sigiller från medeltiden av Bror Emil Hildebrand, med tillägget att han tas upp i Tibells riddare-längd, i vilken han nämns som väpnare 1322 och riddare 1333.
Han är omnämnd som riksmarsk 1330.
Den 5 augusti 1332 beseglade Knut Bryniolfsson och brodern Algot Bryniolfsson (kanuti et algoti filiorum bryniolphi) ett dokument rörande att änkan efter Birger Röriksson (Rörik Birgerssons ätt) pantsätter en kvarn vid ett lån.